# Acoomemeck
Acoomemeck (Accomemeck) /"at the place across" (?)/, selo i možda podskupina Nipmuc Indijanaca na području okruga Worcester u današnjem istočnom Massachusettsu. Swantonu i Hodgeu je točna lokacija nepoznata.
Povijest bilježi sachema Owsamekina iz prve polovice 17 stoljeća.